# Frontera entre Suècia i Dinamarca
L'actual frontera entre Suècia i Dinamarca data de 1658 i és exclusivament marítima entre Kattegat i Øresund, i en el mar Bàltic entre Bornholm i Escània. Les aigües territorials (zona de 12 milles) dels dos països es troben exclusivament al llarg de l'Øresund, i s'estén uns 115 kilòmetres aproximadament entre Höganäs i Falsterbo. Hi ha una connexió per carretera, pont de l'Øresund de 16 kilòmetres de llarg obert l'any 2000, a més de diversos enllaços de ferri.

## Història

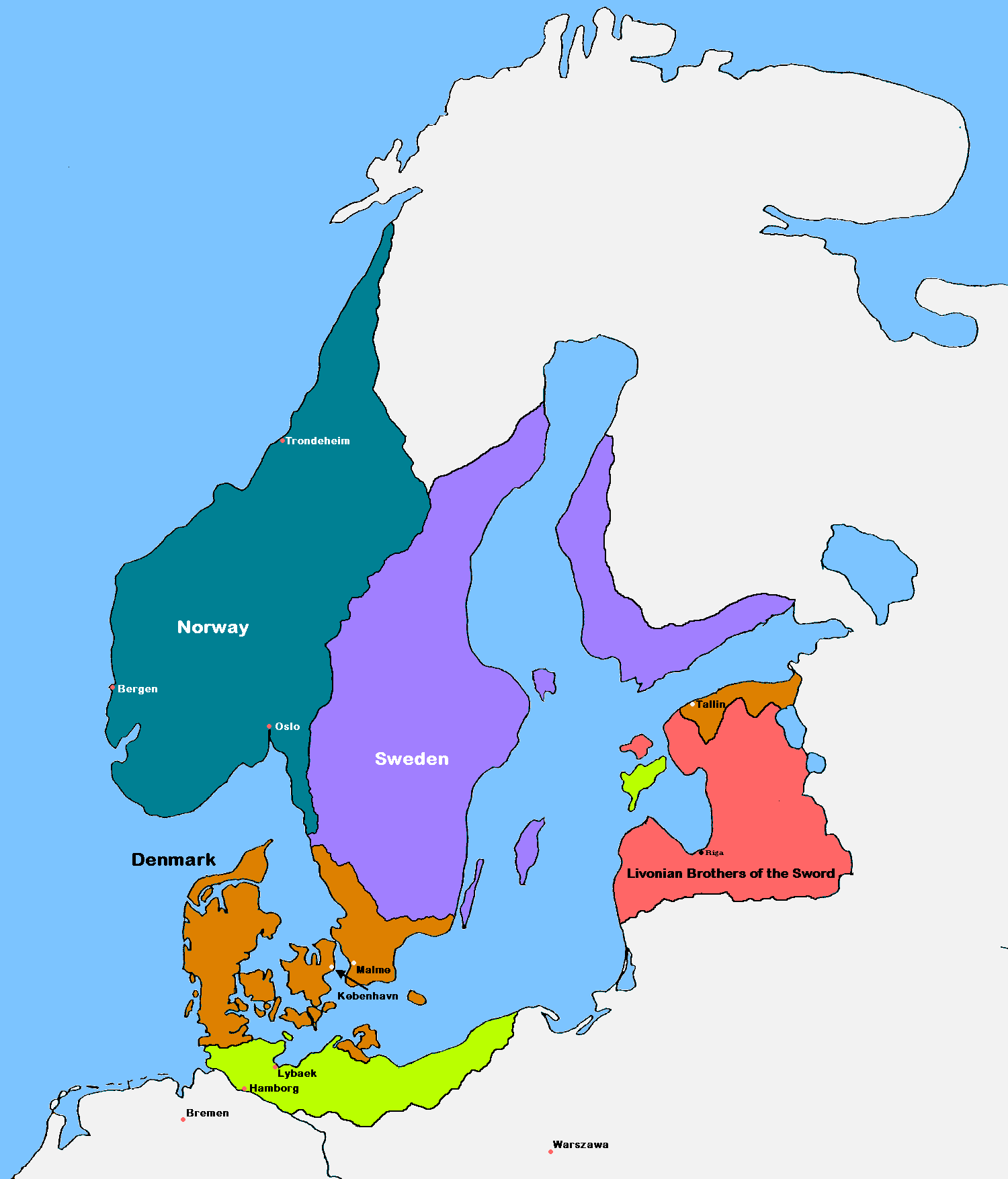
Escandinàvia en l'època medieval

Zona econòmica exclusiva (200 milles nàutiques) de Dinamarca

Suècia i el regne de Dinamarca i Noruega es van convertir en països separats amb la ruptura de la Unió de Kalmar en 1523. Fins a 1658, les províncies històriques d'Escània, Blekinge i Bohuslän (i fins a 1645 també Halland) pertanyia a Dinamarca, de manera que la frontera Dinamarca-Suècia arribava al que avui és el sud de Suècia. En 1645 i 1658 respectivament, aquestes províncies van ser cedides a Suècia en el tractat de Roskilde, establint Øresund com a frontera nacional.
La moderna frontera entre Noruega i Suècia va romandre com a frontera entre Dinamarca-Noruega i Suècia fins a la ruptura de Dinamarca i Noruega en 1814. La moderna frontera Dinamarca-Suècia es va convertir en la frontera entre la Unió entre Suècia i Noruega. i Dinamarca fins a la ruptura de Suècia i Noruega en 1905.
Es va convertir en una frontera de l'Europa ocupada pels nazis des de la invasió alemanya de Dinamarca (1940) fins a 1945 (Dinamarca encara estava pràcticament sota control d'Alemanya).
La Unió Nòrdica de Passaports de 1958 va eliminar els controls de passaport a la frontera. No obstant això, els controls personalitzats van continuar vigents entre Dinamarca i altres països nòrdics fins l'acord de Schengen de 2001. No hi havia frontera terrestre amb Dinamarca abans de juliol de 2000 quan es va obrir el pont de l'Øresund, que havia relaxat els controls de duana des de l'inici.
Amb la crisi dels refugiats a Europa, Suècia va tornar a introduir controls fronterers més estrictes el novembre de 2015. Des del 4 de gener de 2016, Suècia ha exigit als operadors realitzar controls d'identitat al costat danès de la frontera entre Dinamarca i Suècia, tot i mantenir la frontera controla el costat suec. Aquest requisit de transport ha tingut més èxit que els controls fronterers formals, i va disminuir el flux de refugiats a Suècia. Al mateix temps, això ha alterat el trànsit del tren i provoca un major temps de viatge per als que viatgen per treball.
Com a reacció al control suec, Dinamarca també va reforçar els seus controls fronterers a la frontera alemanya.

## Passos fronterers
Les següents rutes (no s'inclouen les aèries) tenen transport públic o carreteres enter Dinamarca i Suècia:
- Frederikshavn-Göteborg, cotxe i ferri.
- Grenå-Varberg, cotxe i ferri.
- Helsingør-Helsingborg, cotxe i ferri (i ferrocarril i ferri 1892-1999).
- Copenhaguen-Malmö, carretera i ferrocarril pont de l'Øresund.
- Rønne-Ystad, cotxe i ferri.